# Гельбке, Василий Фердинандович
Василий Фердинандович Гельбке (1851—1890) — русский юрист.

## Биография
Родился 3 (15) июня 1851 года в Санкт-Петербурге в семье Фердинанда Адольфа Гельбке. 
Окончил курс юридический факультет Санкт-Петербургского университета в 1874 году (по Гольмстену — в 1872 году) кандидатом прав с золотой медалью за сочинение: «'О теории поземельного кредита».
Для дальнейшего обучения отправился за границу, где слушал лекции в Лейпциге, Геттингене, Страсбурге и Париже. Живя за границей, он помещал в разных немецких специальных юридических журналах заметки и статьи, касавшиеся различных вопросов гражданского права, в частности статью по вопросу о риске при договоре купли-продажи в «Archiv für die civilistische Praxis» (1876 г., т. LXIII, вып. 3: «Zum periculum beim Kaufe»).
Вернувшись в родной город он сдал экзамен на степень магистра, но неудачно. Тогда, отказавшись от ученой деятельности, поступил на службу сначала в гражданский кассационный департамент Правительствующего Сената, затем был членом палат уголовного и гражданского суда в Оренбурге и Киеве.
В 1883 году Гельбке вновь вернулся в Санкт-Петербург и был назначен в комиссию по составлению гражданского уложения, где ему была поручена разработка законоположений о вотчинном и ипотечном уставах. Кроме того, он состоял юрисконсультом Государственного банка. По поручению комиссии по составлению гражданского уложения редактировал на русский язык «Гражданское и торговое уложение княжества Сербии 1814—1860 гг., СПб., 1887». Из других трудов его можно отметить статью: «Торговое право и гражданское уложение: к вопросу о предмете и системе русского гражданского уложения» («Журнал гражданского и уголовного права», 1884, книга 7. Отд. оттиск, СПб., 1884).
Умер в Царском Селе 6 октября 1890 года от болезни легких и был похоронен на Смоленском лютеранском кладбище.